# Październik 2022

## 31 października
- Inwazja Rosji na Ukrainę (2022):

- Siły rosyjskie ponownie niszczyły krytyczną infrastrukturę w Kijowie, pozostawiając część stolicy bez energii i wody. Inne obiekty energetyczne zostały uszkodzone w Zaporożu, Chersoniu i Czerkasach.
- Rosyjski pocisk manewrujący zestrzelony przez ukraiński system przeciwlotniczy rozbił się na przedmieściach Naslavcea w Mołdawii. Według władz mołdawskich nie odnotowano żadnych ofiar, chociaż niektóre domy zostały uszkodzone w wyniku wybuchu.

- Liczba ofiar śmiertelnych powodzi i osunięć ziemi spowodowanych przez burzę tropikalną Nalgae (Paeng) na Filipinach, głównie w Bangsamoro, wzrosła do 98 osób, a co najmniej 64 uznano za zaginione[3].
- Luiz Inácio Lula da Silva wygrał II turę wyborów prezydenckich w Brazylii, pokonując dotychczasowego prezydenta Jaira Bolsonaro po zdobyciu 50,90% głosów (ponad 60 milionów, najwięcej w historii wyborów w Brazylii)[4].

## 30 października
- Co najmniej 141 osób zginęło w wyniku zawalenia się mostu na rzece Manchhu w Morbi w stanie Gudźarat w Indiach. Uratowano ponad 80 osób[5].

## 29 października
- Co najmniej 154 osoby zginęły w Korei Południowej, gdy zebrany wieczorem z okazji Halloween tłum młodych ludzi zaczął w panice tratować się w wąskich uliczkach dzielnicy Itaewon w Seulu[6].
- Co najmniej 100 osób zginęło, a ponad 300 zostało rannych w wyniku podwójnego zamachu bombowego w Mogadiszu[7].
- Inwazja Rosji na Ukrainę (2022):

- Rosja oskarżyła Ukrainę o atak dronów na siedzibę Floty Czarnomorskiej w Sewastopolu na Krymie. Gubernator Sewastopola, Michaił Razvozhayev, stwierdził, że rosyjska marynarka wojenna odparła atak, który nazywa „najpotężniejszym” od czasu rozpoczęcia inwazji. Rosja zawiesiła swój udział w Czarnomorskiej Inicjatywie Zbożowej.

## 28 października
- Co najmniej 42 osoby zginęły w wyniku powodzi i osuwisk spowodowanych przez burzę tropikalną Nalgae (Paeng) na Mindanao na Filipinach[10].
- Inwazja Rosji na Ukrainę (2022):

- Sekretarz stanu USA Antony Blinken zapowiedział, że Stany Zjednoczone przekażą Ukrainie kolejne 275 mln dolarów pomocy wojskowej.

- Pałac Buckingham ogłosił, że król Karol III został honorowym kapitanem generalnym Royal Marines[12].
- W wieku 87 lat zmarł Jerry Lee Lewis, amerykański piosenkarz, autor tekstów i pianista, jeden z pionierów rock and rolla[13].

## 27 października
- Inwazja Rosji na Ukrainę (2022):

- Siły rosyjskie atakowały obiekt energetyczne Kijowa i wystrzeliwują pociski BM-30 Smiercz na Zaporoże, podczas gdy Ukraina odpierała ataki w Donbasie.

- Przedsiębiorca Elon Musk sfinalizował zakup Twitter, Inc. za 44 miliardy dolarów. Po przejęciu Musk zwolnił dyrektora generalnego Twittera Paraga Agrawala, dyrektora finansowego Neda Segala i szefa działu prawnego Vijayi Gadde[15].

## 26 października
- Co najmniej 15 osób zginęło, a 40 zostało rannych w masowej strzelaninie w meczecie Shah Cheragh Shia w Sziraz w prowincji Fars w Iranie. Dwóch napastników zostało złapanych, a drugi pozostawał na wolności. Państwo Islamskie wzięło odpowiedzialność za atak[16].
- Siły Zbrojne Stanów Zjednoczonych z powodzeniem przeprowadziły test swojej broni hipersonicznej dalekiego zasięgu u wybrzeży Wirginii przed wejściem pocisku do służby w 2023 roku[17].

## 25 października
- Ponad 30 osób zginęło, a 15 zaginęło w wyniku starć plemiennych na wyspie Kiriwina w prowincji Milne Bay w Papui-Nowej Gwinei[18].
- 11 osób, w tym kilkoro dzieci, zginęło, a sześć zostało rannych w pożarze szkoły dla niewidomych w dystrykcie Mukono w Ugandzie[19].
- 10 osób zginęło, a dziewięć zostało rannych, gdy ciężarówka i minibus zderzyły się w gubernatorstwie Ad-Dakahlijja w Egipcie[20].
- 68 osób zostało rannych, gdy trzęsienie ziemi o sile 6,4 nawiedziło region administracyjny Cordillera i pobliskie regiony na Filipinach. Epicentrum znajdowało się 33 km na północny zachód od miasta Lagayan[21].
- Król Wielkiej Brytanii Karol III powierzył nowemu liderowi Partii Konserwatywnej, Rishiemu Sunakowi misję stworzenia nowego rządu[22].
- Ford ogłosił, że Fiesta, wprowadzona na rynek w 1976 roku, obecnie w siódmej generacji, zostanie wycofana z produkcji, a produkcja zakończy się w połowie 2023 roku[23].

## 24 października
- Co najmniej 50 osób zginęło, a co najmniej 100 zostało rannych, gdy wojsko przeprowadziło naloty na koncercie w stanie Kaczin z okazji 62. rocznicy założenia separatystycznej Armii Niepodległości Kaczinu[24].
- Co najmniej 28 osób zginęło, w tym dziesięciu żołnierzy, a co najmniej 50 zostało rannych po ataku napastników na bazę wojskową w Djibo w Burkina Faso. Osiemnastu napastników zginęło w strzelaninie[25].
- 13 osób zginęło, a kilka innych zostało rannych, a nieznaną liczbę osób uznano za zaginione po tym, jak statek pasażerski zapalił się u wybrzeży Małych Wysp Sundajskich Wschodnich w Indonezji. Uratowano 263 pasażerów[26].
- Szwedzkie Muzeum Wraków poinformowało, że archeolodzy morscy odkryli wrak XVII-wiecznego okrętu wojennego Ępplet, uważanego za siostrzany statek Vasy, który zatonął u wybrzeży wyspy Vaxholm niedaleko Sztokholmu w 1629 roku[27].

## 23 października
- Dziewięć osób zginęło, a ponad 40 zostało rannych w wyniku zamachu bombowego i strzelaniny w hotelu Tawakal w Kismaju w Jubaland w Somalii. Trzej uzbrojeni napastnicy zginęli podczas strzelaniny z siłami bezpieczeństwa[28].
- Liczba ofiar śmiertelnych w starciach o ziemię między grupami etnicznymi Hausa i Berta w Nilu Błękitnym w Sudanie wzrosła do 220 osób. Był to jeden z najbardziej śmiertelnych przypadków przemocy etnicznej w kraju w ostatnich latach[29].

## 22 października
- 15 osób zginęło, a 40 zostało rannych, gdy autobus zderzył się z ciężarówką w dzielnicy Rewa w stanie Madhya Pradesh w Indiach[30].
- Inwazja Rosji na Ukrainę (2022):

- Na Ukrainie odnotowywano przerwy w dostawie prądu, a obywatelom zalecano przechowywanie wody, ponieważ rosyjskie naloty w całym kraju nadal niszczyły infrastrukturę krytyczną i obiekty energetyczne.

## 21 października
- Co najmniej siedem osób zginęło, a cztery zostały ranne w wypadku drogowym w Limie w Peru[32].
- Sześć osób zginęło w pożarze bloku mieszkalnego w Hartland w stanie Wisconsin w Stanach Zjednoczonych[33].

## 20 października
- Premier Czadu Saleh Kebzabo stwierdził, że podczas antyrządowych protestów w kraju zginęło ok. 50 osób[34].
- Inwazja Rosji na Ukrainę (2022):

- Według gubernatora Switłany Onyszczuk rosyjska rakieta trafiła w dużą elektrownię cieplną w Bursztynie w obwodzie iwanofrankiwskim na Ukrainie, powodując „dość poważne szkody”.

- Antykremlowscy nacjonaliści Baszkirscy ogłosili utworzenie „Komitetu Baszkirskiego Ruchu Oporu” w celu uzyskania niepodległości Baszkirii, chociaż komitet ten został już powołany we wrześniu[36].

## 19 października
- Inwazja Rosji na Ukrainę (2022):

- Według rosyjskiego gubernatora Wołodymyra Saldo, rosyjskie siły zaczęły ewakuować tysiące cywilów z okupowanych obszarów obwodu chersońskiego. Ukraina wezwała mieszkańców do ignorowania rosyjskich nakazów opuszczenia swoich miast i wsi.
- Prezydent Władimir Putin wprowadził stan wojenny, który rozpocznie się w o północy na anektowanych terytoriach Ukrainy. Dodatkowo na Krymie i podmiotach federalnych graniczących z Ukrainą wprowadzono „średni poziom gotowości”.

- Parlament Europejski przyznał Nagrodę Sacharowa „narodowi Ukrainy”[39].

## 18 października
- Wiele osób zginęło, a 10 zostało uprowadzonych po tym, jak napastnicy zaatakowali szpital w stanie Niger w Nigerii[40].
- Inwazja Rosji na Ukrainę (2022):

- Trzy osoby zginęły, a krytyczna infrastruktura w Kijowie została zniszczona przez rosyjskie rakiety, powodując pożary, eksplozje i przerwy w dostawie prądu. Kilka innych miast na Ukrainie również ucierpiało w atakach ukierunkowanych na wodociągi i obiekty energetyczne, a przerwy w dostawie prądu zostały zgłoszone w 1162 miejscowościach i wsiach.
- Iran zgodził się dostarczyć Rosji rakiety średniego zasięgu, rakiety typu ziemia-ziemia i drony bojowe na czas wojny na Ukrainie.

## 17 października
- Po zabiciu setek cywilów i zmuszeniu tysięcy do ucieczki, Państwo Islamskie na Wielkiej Saharze (IS-GS) zdobyło miasto Ansongo we wschodnim Mali[43].
- Liczba ofiar śmiertelnych w wyniku powodzi w całej Nigerii, wzrasła do ponad 600 osób[44].
- W mieście Jejsk w południowo-zachodniej Rosji, nieopodal granicy z Ukrainą, rosyjski samolot wojskowy Su-34 uderzył w wielopiętrowy blok mieszkalny. 15 osób zginęło, a 26 zostało rannych[45].
- Inwazja Rosji na Ukrainę (2022):

- Siły rosyjskie zaatakowały rejon szewczenkowski w Kijowie oraz zakład energetyczny w mieście Sumy za pomocą dronów HESA Shahed-136, zabijając osiem osób.

## 16 października
- Inwazja Rosji na Ukrainę (2022):

- Władze Donieckiej Republiki Ludowej poinformowały, że ukraińskie rakiety trafiły w biuro prorosyjskiego burmistrza Doniecka. Nie było doniesień o ofiarach.

## 15 października
- 20 osób zginęło, a 14 zostało rannych po przewróceniu się autobusu między miastami Pasto i Popayán w Kolumbii[48].
- W masowej strzelaninie w barze w Irapuato w stanie Guanajuato w Meksyku zginęło 12 osób, a trzy zostały ranne[49].
- Inwazja Rosji na Ukrainę (2022):

- Co najmniej 11 osób zginęło, a 15 zostało rannych po tym, jak dwóch żołnierzy otworzyło ogień do grupy ochotników na rosyjskim poligonie wojskowym w obwodzie biełgordzkim, w pobliżu granicy z Ukrainą.

- Zakończyły się Mistrzostwa Świata w Piłce Siatkowej Kobiet 2022 rozgrywane w Polsce i Holandii. Mistrzyniami świata została reprezentacja Serbii, które pokonały w finale Brazylię 3:0. Brązowy medal zdobyła reprezentacja Włoch, wygrywając ze Stanami Zjednoczonymi 3:0[51].
- W Warszawie odbyła się Ogólnopolska Ekumeniczna Konferencja Kobiet[52].

## 14 października
- 41 osób zginęło, a 11 zostało rannych w wyniku eksplozji w kopalni węgla kamiennego w Amasra w prowincji Bartın w Turcji[53].
- W dniach 8–14 października Związek Nauczycielstwa Polskiego zorganizował w Warszawie całodobowe Miasteczko Edukacyjne pod hasłem „Edukacja jest najważniejsza”. Było to miejsce debat i dyskusji, podczas których poruszano tematy ważne dla współczesnej edukacji w Polsce (np. „jak poprawić sytuację edukacji, jak przezwyciężyć narastające problemy szkół, przedszkoli i placówek oświatowych oraz uczelni wyższych”)[54].
- Aktywistki brytyjskiej organizacji Just Stop Oli; Phoebe Plummer i Anna Holland próbowały oblać zupą pomidorową Słoneczniki Vincenta van Gogha w National Gallery w Londynie[55].

## 13 października
- 18 żołnierzy zginęło, a 20 zostało rannych, gdy bomba eksplodowała w wojskowym autobusie niedaleko Damaszku[56].
- 11 osób zginęło, a co najmniej 53 zostały ranne, gdy autobus wjechał na przydrożną bombę na drodze między Bandiagarą a Goundaką w regionie Mopti w Mali[57].
- Inwazja Rosji na Ukrainę (2022):

- Rosja ogłosiła ewakuację cywilów z Chersonia do „innych regionów kraju” po apelu przywódcy Chersońskiej Administracji Wojskowo-Cywilnej Wołodymyra Saldo.

- Abdul Latif Raszid został wybrany na prezydenta Iraku[59].
- Szwedzkie partie prawicowe podpisały porozumienie o utworzeniu rządu kierowanego przez Ulfa Kristerssona. W skład rządu wejdą Umiarkowana Partia Koalicyjna, Chrześcijańscy Demokraci, Liberałowie i będzie wspierana przez Szwedzkich Demokratów[60].

## 12 października
- Co najmniej 33 osoby zginęły w wyniku powodzi i osuwisk ziemi w Nepalu, głównie w prowincji Karnali[61].
- 18 osób zginęło, a pozostałe zostały ranne po tym, jak autobus wiozący 47 osób stanął w płomieniach w Karaczi w Pakistanie[62].
- Inwazja Rosji na Ukrainę (2022):

- Rosja stwierdziła, że w związku z eksplozją mostu Krymskiego aresztowała osiem osób, w tym pięciu Rosjan i trzy osoby z Ukrainy i Armenii.
- Siły rosyjskie zaatakowały targowisko w Awdijewce w obwodzie donieckim, zabijając co najmniej siedmiu cywilów i raniąc ośmiu innych.
- Zgromadzenie Ogólne Organizacji Narodów Zjednoczonych przyjęło rezolucję potępiającą „próbę nielegalnej aneksji” terytorium Ukrainy przez Rosję. Jedynie Białoruś, Nikaragua, Korea Północna, Rosja i Syria głosowały przeciwko rezolucji.

- Zakończyło się 393. Zebranie Plenarne Konferencji Episkopatu Polski w Kamieniu Śląskim. Obradom Episkopatu towarzyszyły uroczystości jubileuszu 50-lecia Diecezji opolskiej[66][67].

## 11 października
- 14 osób w Gwatemali i 10 w Salwadorze zginęło, gdy huragan Julia spowodował ulewne deszcze w obu krajach[68].
- 10 osób zginęło, a cztery zostały ranne w wybuchu pożaru w Esigodini, Matabeleland Południowy w Zimbabwe[69].
- Inwazja Rosji na Ukrainę (2022):

- Tysiące rosyjskich żołnierzy wjechało na Białoruś „pociągiem”, gdy prezydent Ukrainy Wołodymyr Zełenski ostrzegł państwa G7, że Rosja planuje kolejną ofensywę na Kijów z bezpośrednim udziałem Białorusi. Ruchy wojsk pojawiły się dzień po tym, jak prezydent Aleksander Łukaszenka oskarżył Ukrainę o planowanie ataku na jego kraj.

- Federalna Służba ds. Monitoringu Finansowego (Rosfinmonitoring) przy Ministerstwie Finansów Federacji Rosyjskiej ogłosiła, że wpisała Meta Platforms Inc. (Facebook) na listę organizacji terrorystycznych i ekstremistycznych[71].
- Japoński koncern motoryzacyjny Nissan poinformował o sprzedaży swoich udziałów w Rosji i wycofaniu z rosyjskiego rynku[72].
- Szpital La Paz w Madrycie poinformował, że roczne dziecko z Hiszpanii zostało pierwszym na świecie biorcą przeszczepu jelita od dawcy, który zmarł z powodu niewydolności serca[73].

## 10 października
- Inwazja Rosji na Ukrainę (2022):

- Siły rosyjskie zaatakowały ukraińskie miasta Kijów, Charków, Chmielnicki, Żytomierz, Zaporoże, Iwano-Frankiwsk, Sumy, Dniepr, Lwów, Tarnopol i Połtawę, zabijając co najmniej 19 osób i raniąc ponad 100 innych.
- Mołdawia potwierdziła, że okręty rosyjskiej marynarki wojennej na Morzu Czarnym wystrzeliły pociski manewrujące przez jej przestrzeń powietrzną, aby uderzyć w cele na Ukrainie. Ambasador Rosji został następnie wezwany przez władze Mołdawii w celu wyjaśnień.

- Laureatami Nagrody Banku Szwecji im. Alfreda Nobla w dziedzinie ekonomii zostali Ben Bernanke, Douglas Diamond oraz Philip Dybvig za badania na temat bankowości i kryzysów finansowych[78].

## 9 października
- Osuwisko ziemi spowodowane przez ulewnych deszcze zabiło co najmniej 22 osoby w Santos Michelena w Wenezueli[79].
- Inwazja Rosji na Ukrainę (2022):

- Rosyjski atak rakietowy zabił co najmniej 13 osób i ranił 89 w Zaporożu na Ukrainie.
- Prezydent Władimir Putin formalnie oskarżył Ukrainę, a konkretnie Służbę Bezpieczeństwa Ukrainy, o to, że stoi za eksplozją na moście krymskim, w której zginęły trzy osoby i częściowo została zniszczona część mostu, twierdząc, że eksplozja była „aktem terroryzmu”.

- Urzędujący prezydent Alexander Van der Bellen zwyciężył już w pierwszej turze wyborów prezydenckich w Austrii, uzyskując 56,7% głosów[82].
- W pożarze zabytkowego domu podcieniowego we wsi Jelonki w gminie Rychliki, w powiecie elbląskim zginęła jedna osoba[83].
- Padła krokodylica Babiya, która od połowy lat 40. XX wieku zamieszkiwała staw przy świątyni Sri Ananthapadmanabha Swamy w mieście Kumbla w Indiach i postrzegana była jako święte zwierzę[84].

## 8 października
- Co najmniej 76 osób zginęło po tym, jak łódź przewożąca ludzi uciekających przed powodzią wywróciła się w stanie Anambra w Nigerii[85].
- Co najmniej 12 osób zginęło, a 30 zostało rannych, gdy autobus zderzył się z cysterną i zapalił się w Nashik, Maharasztra w Indiach[86].
- Co najmniej 43 osoby zginęły, a ponad 50 uznano za zaginione w wyniku osunięć ziemi w wenezuelskim mieście Las Tejerias, do których doszło przez ulewne deszcze[87].
- Inwazja Rosji na Ukrainę (2022):

- Na Moście Krymskim doszło do eksplozji, w wyniku której zawaliła się jedna z jezdni mostu drogowego i spowodowała pożar pociągu z cysternami paliwa na przyległym moście kolejowym. Trzy osoby zginęły. Przyczyna jest nie jest znana, lecz rosyjska komisja śledcza stwierdziła, że przyczyną była eksplozja bomby w ciężarówce.

- W kościele parafii ewangelicko-reformowanej w Łodzi odbyła się uroczysta introdukcja miejscowego proboszcza ks. Semka Korozy na biskupa Kościoła Ewangelicko-Reformowanego w RP (superintendenta generalnego Kościoła)[90][91][92].

## 7 października
- 10 osób zginęło, osiem zostało rannych, a inni zostali uwięzieni pod gruzami po eksplozji na stacji benzynowej Applegreen w wiosce Creeslough w hrabstwie Donegal w Irlandii[93].
- Siedmiu żołnierzy zginęło, a czterech zostało rannych podczas ataku na bazę wojskową w Garabtisan w Dżibuti przez uzbrojonych napastników z FRUD. Obaj napastnicy zginęli[94].
- Pokojową Nagrodę Nobla otrzymali: Aliaksandr Bialiacki, Stowarzyszenie Memoriał i Centrum Wolności Obywatelskich[95].
- Liverpool został wybrany na miasto gospodarza przyszłorocznego Konkursu Piosenki Eurowizji[96].

## 6 października
- Co najmniej 36 osób, w tym 24 dzieci, zginęło, a 10 zostało rannych, gdy zwolniony policjant otworzył ogień w przedszkolu w dzielnicy Na Klang w Tajlandii. Następnie sprawca popełnił samobójstwo po zabiciu rodziny w swoim domu[97].
- 16 osób zginęło, a 20 zostało rannych, gdy autobus przewrócił się w dystrykcie Bara w Nepalu[98].
- Liczba ofiar śmiertelnych huraganu Ian wzrasta do 130 osób, przy czym w Stanach Zjednoczonych zginęło 125 osób, a na Kubie pięć, co uczyniło go 24. pod względem śmiercionośności huraganem w historii USA[99].
- Inwazja Rosji na Ukrainę (2022):

- Siły rosyjskie ostrzelały budynki mieszkalne w Zaporożu, zabijając co najmniej trzy osoby, raniąc 12 i powodując rozległe pożary.

- Akademia Szwedzka przyznała Nagrodę Nobla w dziedzinie literatury Annie Ernaux „za odwagę i kliniczną przenikliwość, z jaką odkrywa korzenie, alienacje i zbiorowe ograniczenia osobistej pamięci”[101].
- W trakcie inauguracji roku akademickiego 2022/2023 w Chrześcijańskiej Akademii Teologicznej w Warszawie, tytułem doktora honoris causa został wyróżniony zwierzchnik Autokefalicznego Prawosławnego Kościoła Albanii abp Anastazy[102].

## 5 października
- Ponad 50 osób zginęło podczas nalotu Etiopskich Sił Powietrznych na szkołę w Laelay Adiyabo w Tigraju w Etiopii[103].
- 25 osób zginęło, a kilkanaście zostało rannych, gdy autobus spadł z górskiej drogi do wąwozu w Uttarakhand w Indiach[104].
- 18 osób zginęło, w tym burmistrz miasta, a trzy zostałt ranne, w masowej strzelaninie z gangiem narkotykowym Los Tequileros w ratuszu w San Miguel Totolapan, Guerrero, Meksyk[105].
- Inwazja Rosji na Ukrainę (2022):

- Po wycofaniu się wojsk rosyjskich Ukraińcy odbili strategiczną wioskę Dudczany na zachodnim brzegu Dniepru.

- Prezydent Rosji Władimir Putin podpisał dekret formalnie anektujący Doniecką Republikę Ludową, Ługańską Republikę Ludową, Chersoń i Zaporoże do FR[107].
- Laureatami Nagrody Nobla w dziedzinie chemii za 2022 rok zostali Carolyn Bertozzi, Morten Meldal i Barry Sharpless „za rozwój chemii „click” i bioortogonalnej”[108].

## 4 października
- 10 osób zginęło, a 11 uznano za zaginione w wyniku lawiny w Draupadi ka Danda, Uttarakhand w Indiach[109].
- Liczba ofiar śmiertelnych w USA z powodu huraganu Ian wzrosła do 109 osób, w tym 105 na Florydzie[110].
- Inwazja Rosji na Ukrainę (2022):

- Rada Federacji Rosji jednogłośnie zatwierdziła aneksję obwodów donieckiego, ługańskiego, chersońskiego i zaporoskiego na Ukrainie. Dokumenty aneksji zostały ostatecznie podpisane przez prezydenta Władimira Putina.
- Ukraińska 35 Brygada Piechoty Morskiej wyzwoliła miejscowość Dawydiw Brid w obwodzie chersońskim, kontynuując ofensywę lądową. Ministerstwo Spraw Wewnętrznych Ukrainy podało, że w ostatnich dniach spod rosyjskiej okupacji uwolniono ok. 3500 obywateli.

- Królewska Szwedzka Akademia Nauk przyznała Nagrodę Nobla w dziedzinie fizyki za 2022 rok Alainowi Aspectowi, Johnowi Clauserowi i Antonowi Zeilingerowi „za eksperymenty ze splątanymi fotonami, ustalenie naruszenia nierówności Bella i pionierską informatykę kwantową”[113].

## 3 października
- 20 osób zginęło, a 36 zostało rannych przez dwóch zamachowców-samobójców z grupy Asz-Szabab w siedzibie władz lokalnych w Beledweyne. Wśród zabitych byli minister zdrowia Hirshabelle i zastępca gubernatora Hiiraan ds. finansów i bezpieczeństwa[114].
- W wyniku zamieszek w więzieniu w Latacunga w prowincji Cotopaxi w Ekwadorze zginęło 15 osób, a 21 zostało rannych[115].
- Inwazja Rosji na Ukrainę (2022):

- Siły ukraińskie posuwają się ponad 20 km wzdłuż Dniepru w kierunku miejscowości Dudczany w obwodzie chersońskim, co nazywano „dużym przełomem”.
- Rosyjskie Ministerstwo Obrony odwołało generała pułkownika Aleksandra Żurawlowa w odpowiedzi na serię niepowodzeń militarnych na Ukrainie. Na stanowisku dowódcy Zachodniego Okręgu Wojskowego zostaje zastąpiony przez generała porucznika Romana Berdnikowa.

- Instytut Karolinska ogłosił, że laureatem Nagrody Nobla w dziedzinie fizjologii lub medycyny za 2022 rok jest szwedzki biolog Svante Pääbo, „za odkrycia dotyczące genomów wymarłych homininów i ewolucji człowieka”[118].
- Amerykański serwis hostingowy wiki Fandom kupuje za 50 milionów dolarów liczne witryny z rozrywką i recenzjami, takie jak TV Guide, Metacritic i GameSpot[119].

## 2 października
- 26 osób zginęło, a 10 zostało rannych, gdy traktor ciągnący wóz z ok. 40 osobami przewrócił się do stawu w Kanpur w stanie Uttar Pradesh w Indiach[120].
- Inwazja Rosji na Ukrainę (2022):

- Ukraińskie wojska odbiły Chreszczeniwkę, kontynuując posuwanie się na południe w okupowanym przez Rosję obwodzie chersońskim, a rosyjska 49 Armia Ogólnowojskowa podobno wycofała część żołnierzy z linii frontu do Berysławia.

- Sąd Konstytucyjny Rosji stwierdził, że aneksja była konstytucyjna, powołując się na potrzebę skorygowania „arbitralnych decyzji rządu sowieckiego” i zapobieżenia rzekomym powszechnym represjom wobec Rosjan na Ukrainie. Później wyjaśniono również, że granice anektowanych podmiotów mają być takie same jak w czasie aneksji[122].
- Z udziałem przewodniczącej Społecznego Komitetu ds. Cmentarza Powstańców Warszawy Wandy Traczyk-Stawskiej i prezydenta miasta stołecznego Warszawy Rafała Trzaskowskiego miała miejsce uroczystość otwarcia izby pamięci przy Cmentarzu Powstańców Warszawy na warszawskiej Woli[123].
- Książka Jerzego Jarniewicza Mondo cane zdobyła Literacką Nagrodę „Nike” za 2022. Nagrodę czytelników zdobyła książka Oni. Homoseksualiści w czasie II wojny światowej Joanny Ostrowskiej[124].
- W wieku 75 lat zmarła Sacheen Littlefeather, amerykańska aktorka oraz aktywistka na rzecz praw rdzennych Amerykanów, która pojawiła się w imieniu Marlona Brando na 45. ceremonii wręczenia Oscarów jako pierwsza przedstawicielka rdzennych Amerykanów w historii[125].

## 1 października
- Na stadionie Kanjuruhan w Malang, w indonezyjskiej prowincji Jawa Wschodnia doszło do zamieszek po meczu 1. ligi między miejscowym zespołem Arema FC, a drużyną Persebaya FC. Po wtargnięciu na murawę niezadowolonych z wyniku kibiców, policja użyła gazu łzawiącego, co wywołało panikę. Zginęły co najmniej 174 osoby, a ponad 100 odniosło obrażenia[126].
- Liczba ofiar śmiertelnych huraganu Ian wzrosła do 84 osób[127].
- Inwazja Rosji na Ukrainę (2022):

- Rzecznik Wschodniego Zgrupowania Wojsk Ukrainy Serhij Czerewatyj przekazał, że siły ukraińskie weszły do Łymanu w obwodzie donieckim. Ministerstwo Obrony Rosji stwierdziło, że wycofało wojska z Łymania z powodu „groźby okrążenia”. Po klęsce w mieście prezydent Czeczenii Ramzan Kadyrow wezwał rosyjskie władze do wprowadzenia na Ukrainie stanu wojennego i użycia broni jądrowej o małej mocy.
- Cywilny konwój siedmiu samochodów zaatakowany przez siły rosyjskie został odkryty w rejonie Kupiańska w obwodzie charkowskim; zginęły 24 osoby, w tym kobieta w ciąży i 13 dzieci.

- Centroprawicowa partia Nowa Jedność zwyciężyła w wyborach parlamentarnych na Łotwie[132][133][134].
- O 2:28 czasu lokalnego prowincję Sumatra Północna w Indonezji nawiedziło trzęsienie ziemi o magnitudzie 5,8. Co najmniej jedna osoba zginęła, a dziewięć zostało rannych. Potem nastąpiła seria 53 wstrząsów wtórnych[135].
- Delegaci XXII Zebrania Generalnego wybrali ks. Zenona Hanasa SAC, dotychczasowego Przełożonego Prowincjalnego warszawskiej Prowincji Pallotynów, na generała Stowarzyszenia Apostolstwa Katolickiego (Pallotyni)[136].
- Zakończyły się rozgrywane w Australii Mistrzostwa Świata w Koszykówce Kobiet 2022. Złoty medal zdobyła Reprezentacja Stanów Zjednoczonych, po raz 4. z rzędu, a 11. w historii. W finale Amerykanki pokonały Reprezentację Chin. MVP mistrzostw ogłoszono A’ję Wilson, zawodniczkę drużyny USA[137].